# Chamaelycus parkeri
Chamaelycus parkeri — вид змій родини Lamprophiidae. Мешкає в Центральній Африці.

## Поширення і екологія
Chamaelycus parkeri мешкають в Демократичній Республіці Конго, Республіці Конго і на крайній півночі Анголи. Вони живуть у вологих тропічних лісах, на висоті до 1040 м над рівнем моря.